# Mantidactylus majori
Mantidactylus majori es una especie de anfibios de la familia Mantellidae.
Es endémica de Madagascar.
Su hábitat natural incluye bosques bajos y secos, montanos tropicales o subtropicales secos, ríos y pantanos.
Está amenazada de extinción por la pérdida de su hábitat natural.